# Adoretus fuscovittatus
Adoretus fuscovittatus är en skalbaggsart som beskrevs av Gilbert John Arrow 1909. Adoretus fuscovittatus ingår i släktet Adoretus och familjen Rutelidae. Inga underarter finns listade i Catalogue of Life.